# Chřibská (nádraží)
Chřibská je železniční stanice v katastrálním území Rybniště asi dva kilometry od osady Krásné Pole v okrese Děčín. Stanice leží v kilometru 76,406 neelektrizované jednokolejné železniční trati Děčín–Rumburk mezi stanicemi Jedlová a Rybniště. Stanice leží v nadmořské výšce 493 m.

## Historie
Provoz ve stanice Chřibská byl zahájen 16. ledna 1869, tedy současně se zahájením provozu trati. Bezprostředně po zahájení provozu byla za drážní budovou postavena restaurace a postupně vznikl lázeňský areál Malý Semerink.
K úpravě stanice a aktivaci nového staničního zabezpečovacího zařízení došlo v rámci stavby „Odstranění propadů traťové rychlosti na trati Benešov nad Ploučnicí - Rumburk“, která probíhala v letech 2015–2017.
Součástí nádraží byla výpravní budova a skladiště. V roce 2021 byla staniční budova rekonstruována.

## Popis stanice

### Stav do roku 2016
Stanice byla vybavena elektromechanickým zabezpečovacím zařízením se světelnými návěstidly závislými na výhybkách a přejezdovém zabezpečovacím zařízením. Stanice byla obsazena výpravčím v dopravní kanceláři ve výpravní budově a signalistou na stavědle St 1. Výpravní budova a stavědlo přitom byly netypicky umístěny prakticky naproti sobě přes koleje (km poloha dopravní kanceláře byla 76,406, stavědla 76,410). Jízdy vlaků v obou přilehlých traťových úsecích byly zabezpečeny pomocí hradlového poloautomatického bloku.
Stanice byla vybavema vjezdovými, cestovými a odjezdovými návěstidly u všech kolejí.  Vjezdové návěstidlo L (od Jedlové) se nacházelo v km 75,800, z opačného směru pak S v km 76,968. Všechny výhybky (a dvě výkolejky na manipulačních kolejích) byly přestavovány ústředně z St 1 pomocí drátovodů.
Ve stanici byly tři dopravní koleje a dvě kusé manipulačné koleje zapojené do dopravních kolejí ve směru od Jedlové. Při pohledu od budovy byla nejdříve manipulační kolej č. 5, následovaly dopravní koleje č. 3, 1, 2 a pak manipulační kolej č. 4 (St 1 se nacházelo mezi kolejemi č. 2 a 4). Kromě krajních zhlaví bylo ve stanici ještě střední zhlaví, kde byla do koleje č. 1 napojena kolej č. 2 (druhý konec 2. koleje byl na rybnišťském zhlaví) a dále zde z koleje č. 2 pokračovala kusá kolej č. 4 a z koleje č. 3 kusá kolej č. 5. Dopravní kolej č. 3 měla užitečnou délku 474 m, kolej č. 1 (resp. koleje 1 a 1a, které oddělovala výhybka na kolej č. 2) pak v součtu 451 m, nejkratší dopravní byla kolej č. 2 s délkou 252 m.
U všech tří dopravních kolejí byla vybudována nástupiště s pevnou nástupní hranou o délkách 100 m (u 3. koleje), 120 m (u 1. koleje) a 60 m (u 2. koleje). Přístup na nástupiště byl po betonových přechodech přes koleje č. 5, 3 a 1.
Ve stanici se v km 76,212 (tedy mezi jedlovským a středním zhlavím) nacházel dvoukolejný přejezd P3266 vybavený světelným přejezdovým zabezpečovacím zařízením (PZZ) bez závor typu SSSR, které ovládal tlačítkem signalista z St 1. Na stavu tohoto PZZ byla závislá cestová návěstidla Sc1 a Sc2 a vjezdové návěstidlo L.

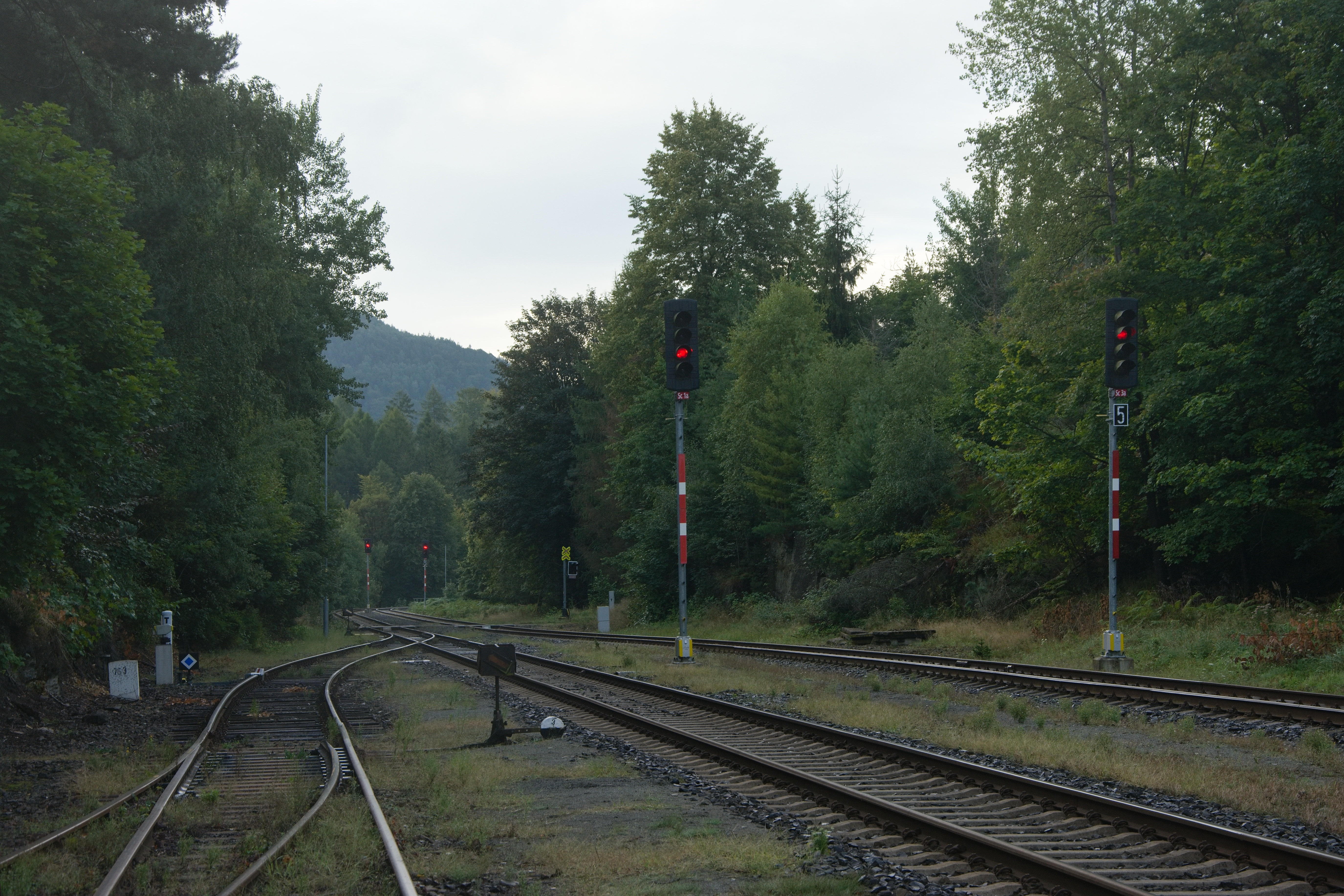
Pohled na kolejiště směrem na Jedlovou, v popředí cestová návěstidla, za nimi přejezd a v pozadí odjezdová návěstidla

### Stav od roku 2016
Nejpozději v roce 2016 došlo k redukci rozsahu kolejiště a aktivaci nového zabezpečovacího zařízení, ke kterému došlo v rámci stavebních úprav vedoucích ke zvýšení traťové rychlosti v úseku Benešov nad Ploučnicí – Rumburk.
Stanice je vybavena reléovým zabezpečovacím zařízením typu AŽD 71 cestového systému, které obsluhuje místně (dálkové ovládání není možné) výpravčí z dopravní kanceláře ve výpravní budově. Stavědlo St 1 bylo odstraněno. Volnost jednotlivých kolejových úseků je zjišťována pomocí počítačů náprav.
Stanice je vybavema vjezdovými, cestovými a odjezdovými návěstidly u všech kolejí. Došlo k mírným posunům poloh vjezdových návěstidel (L nově v km 75,802, S v km 76,968). Ve stanici jsou nově dvě trpasličí světelná seřaďovací návěstidla a to pro jízdy posunový dílů z jednotlivých záhlaví na dopravní koleje.

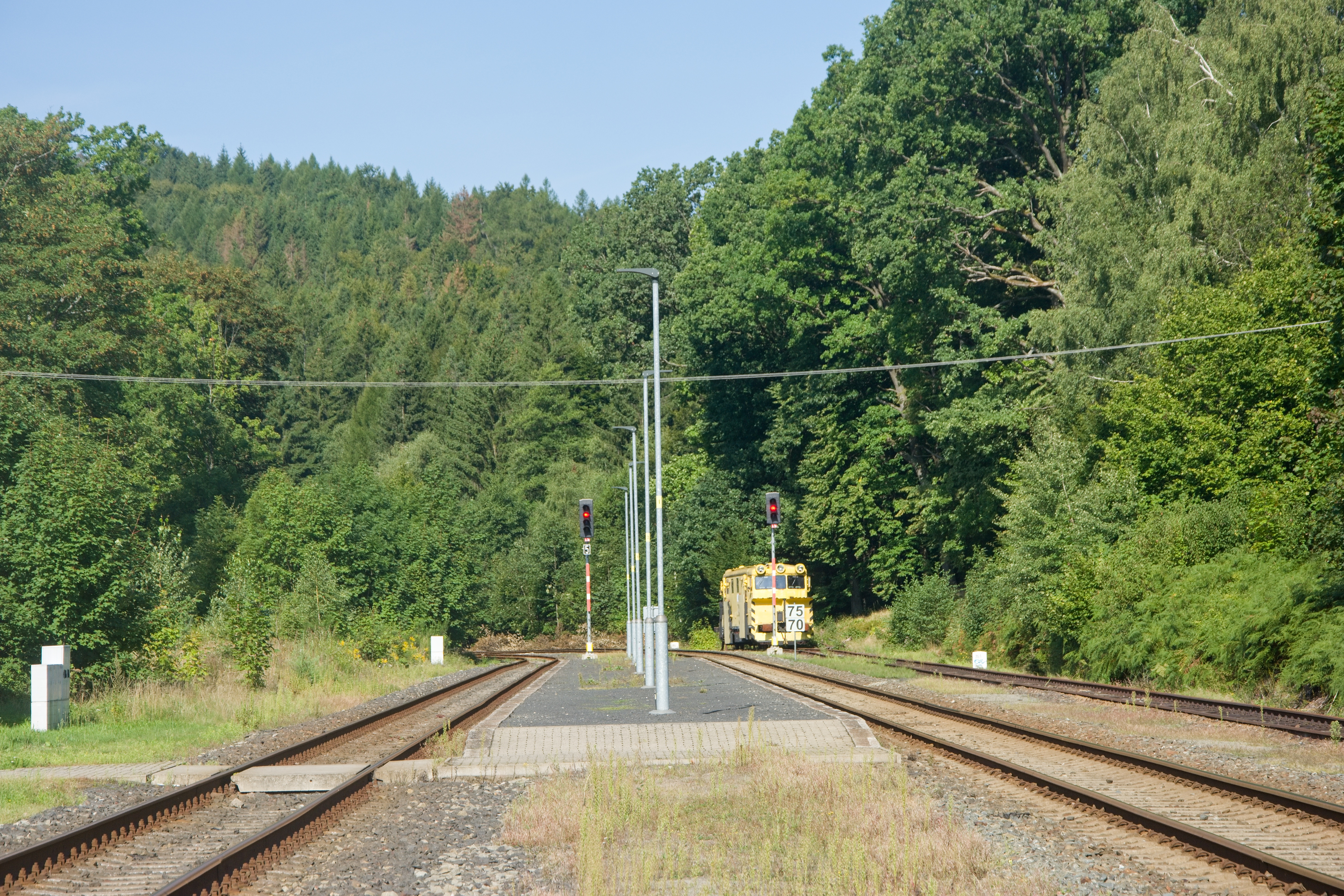
Pohled směrem k Rybništi, uprostřed nástupiště mezi dopravními kolejemi, vpravo kolej č. 2 s odstaveným pluhem

Ve stanici zůstaly jen dvě dopravní koleje, č. 3 (u budovy) a č. 1. Odstraněna byla manipulační kolej č. 5, někdejší dopravní kolej č. 2 je nově manipulační a je kusá (byla odstraněna výhybka na rybnišťském zhlaví), beze změny zůstala manipulační kolej č. 4. Dopravní koleje jsou rozděleny na dvě části cestovými návěstidly Sc1a a Sc3a (platné pro vlaky jedoucí ve směru Rybniště - Jedlová) a tyto části jsou označeny č. 1 a 3 směrem na Jedlovou a č. 1a a 3a směrem na Rybniště (tj. část kolejí u budovy a nástupiště).
Dvě rozhodující výhybky (č. 1 na jedlovském a č. 4 na rybnišťském zhlaví) jsou vybaveny elektromotorickým přestavníkem a elektrickým ohřevem. Zbývající dvě výhybky pro jízdy na manipulační koleje jakož i jedna výkolejka se přestavují ručně.
Ve stanici je jedno úrovňové oboustranné nástupiště mezi kolejemi 3a (pro cestující 1. kolej) a 1a (pro cestující 2. kolej), přístup na nástupiště je po přechodu přes kolej 3a od výpravní budovy. Obě nástupní hrany mají délku 100 m a výšku 300 mm nad temenem kolejnice.
Jízdy vlaků v obou přilehlých traťových úsecích jsou zabezpečeny pomocí automatického hradla typu AH-88A bez oddílových návěstidel, volnost trati je zjišťována pomocí počítačů náprav.
Dvoukolejný přejezd P3266 v km 76,212 je vybaven světelným přejezdovým zabezpečovacím zařízením (PZZ) bez závor typu PZS ARE, jehož indikace a ovládací prvky jsou v kolejové desce v dopravní kanceláři.

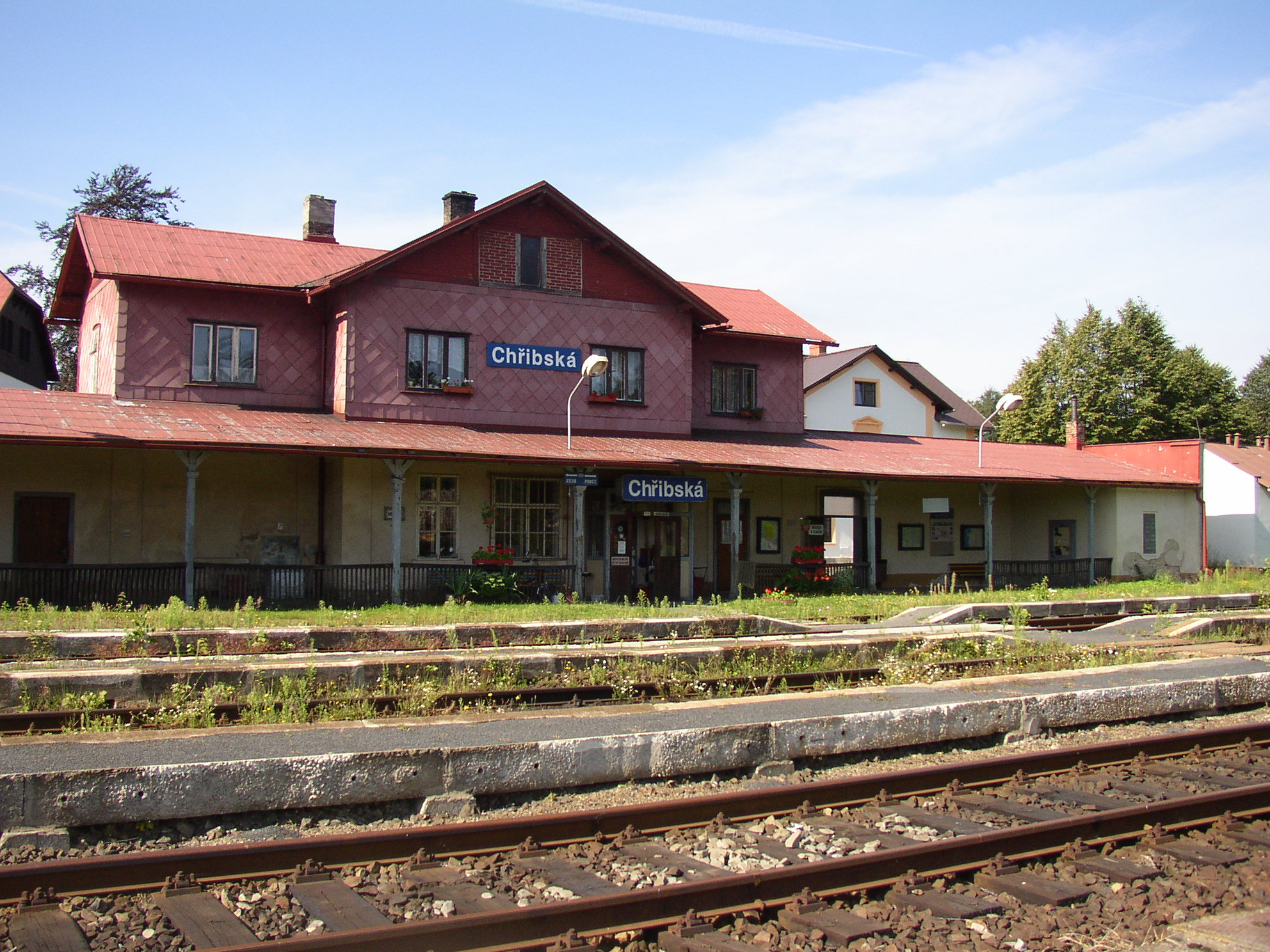
Budova a nástupiště v roce 2009

### Výpravní budova
Železniční společnost Česká severní dráha v roce 1869 nechala postavit typizovanou přízemní výpravní budovu s prvky romantické architektury podle plánu inženýra Josefa Pavlovského. Jednalo se o stavbu na třídílném půdorysu. K trojosému střednímu rizalitu  byla připojena jednoosá křídla. V roce 1875 zvýšila budovu o roubenou patrovou nástavbu, která byla později pobita šablonami eternitu. V roce 1889 byla postavena 43 m dlouhá nástupištní veranda.
V roce 2021 prošla stanice rekonstrukcí. Výpravní budova byla opravena a nástupištní veranda ubourána na šířku výpravní budovy.